# Torrance, California
Torrance este un oraș situat în sud-vestul zonei cunoscută ca "South Bay" din regiunea aglomerării urbane a Comitatului Los Angeles din statul  California,  Statele Unite ale Americii. Conform recensământului din anul 2000 efectuat de Biroul de recenăminte al SUA, populația orașului fusese de 137.946; în timp ce o estimare din 2005 determina numărul locuitorilor ca fiind 142.384. Torrance este cel de-al șaselea oraș după numărul de locuitori din Los Angeles County, respectiv ce de-al patrusprezecelea oraș din California. 

## Istoric
Torrance fusese originar parte a unei donații de pământ din 1784, numită atunci Rancho San Pedro, oferită lui Juan Jose Dominguez prin decret regal al regelui Carlos III al Imperiului Spaniol.

## Geografie
Conform datelor furnizate de United States Census Bureau, orașul are o arie totală d 53.2 km² (sau 20.5 mi²), în întregime uscat.

## Industrie și comerț

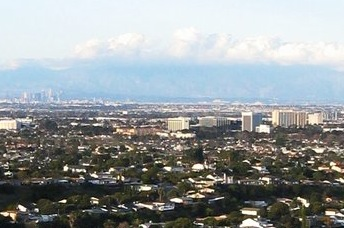
Vedere aeriană a oraşului Torrance

#### Școli publice

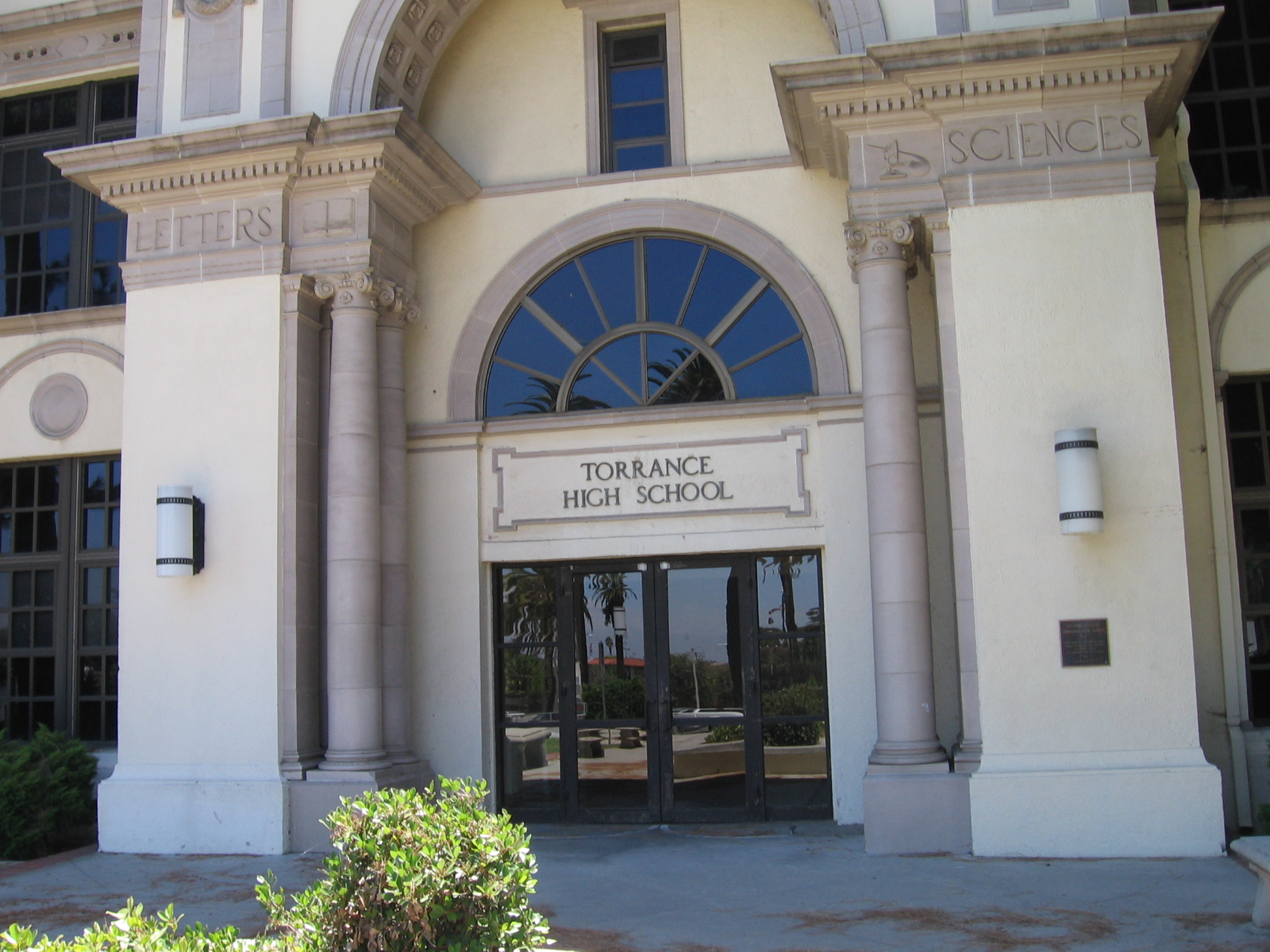
Torrance High School este cunoscută pentru apariția sa în serialul de televiziune Buffy the Vampire Slayer.

## Educație

### Colegii și universități
El Camino College se găsește în afara limitelor orașului Torrance, în zona neîncorporată cunoscută sub numele de El Camino Village. Totuși, El Camino College folosește o adresă poștală de Torrance.

### Biblioteci publice
City of Torrance are o bibliotecă centrală, Katy Geissert, localizată în Civic Center Library și alte cinci sucursale  Arhivat în 2 iunie 2008, la Wayback Machine..

## Parcuri

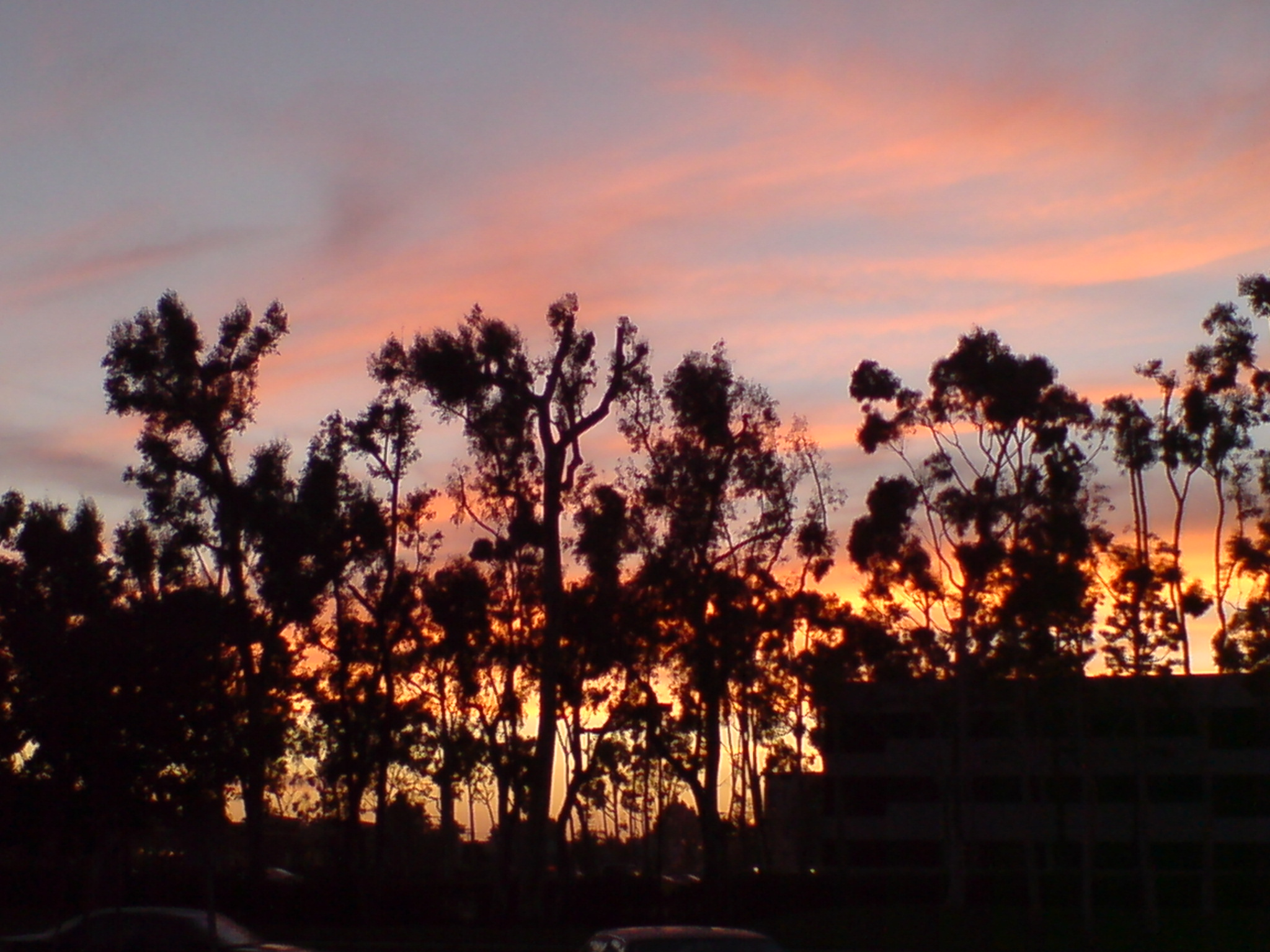
Wilson Park la apus

Torrance are 24 de parcuri orășenești. Cel mai cunoscut este Wilson Park, un parc care ocupă aproximativ 18 de ha (sau circa 44 de acri) unde există numeroase posibilități de recreare, incluzând terenuri de sport și un patinoar  Arhivat în 21 noiembrie 2006, la Wayback Machine.. Wilson Park este gazda unei piețe agrare bi-săptămânale (Farmer's Market din zilele de marți și sâmbătă) precum și locul unde se organizează focurile de artificii cu ocazia zile de  Patru Iulie.

## Orașe înfrățite
În 1973, Torrance a stabilit o relație de înfrățire cu orașul Kashiwa, Chiba din  Japonia.

## Locuitori notabili
| - Alyson & Amanda Michalka (Aly & AJ) - actrițe și cântărețe - Ben Going - celebritate YouTube - Bobby East - șofer de curse NASCAR - Chad Morton și Johnnie Morton - jucători NFL - Chuck Norris - expert în karate - Daewon Song - skateboarder - Daryl Sabara & Evan Sabara - actori (Spy Kids și Keeping Up with the Steins) - David Wells - pitcher MLB - Dennis Lee - realizator de filme, regizor - Denzel Whitaker - actor - Francisco Mendoza - jucător MLS - George Nakano - politician din California | - Joe Stevenson - sportiv de arte marțiale combinate - John Butler - muzician, lider al formației John Butler Trio - John G. Barrett - cascador de arte marțiale în filmele lui Chuck Norris - Justin Miller - MLB pitcher - Kevin Kim - jucător profesionist de tenis - Larry Carlton - chitarist - Louis Zamperini - autor, veteran al World War II - Michelle Kwan - patinatoare de prestigiu - Parnelli Jones și P. J. Jones - șoferi de curse Indy - Quentin Tarantino - realizator de filme, regizor - Rorion Gracie și Royce Gracie - sportivi de arte marțiale combinate - Antonio Margarito (n. 1978), boxer. |